# Người ngoài phố
"Người ngoài phố" là một trong những ca khúc nổi tiếng của dòng nhạc vàng, cũng là ca khúc nổi tiếng nhất trong sự nghiệp của nhạc sĩ Anh Việt Thu cho đến hiện nay.

## Xuất xứ
"Người ngoài phố" là một ca khúc nổi tiếng của nhạc sĩ Anh Việt Thu, được sáng tác vào khoảng năm 1970. Theo lời kể của nhạc sĩ Thanh Sơn (bạn của nhạc sĩ Anh Việt Thu), vào thời điểm đó, nhạc sĩ Duy Khánh đang thực hiện chương trình "1000 bài ca hay" và đã mời hai nhạc sĩ Thanh Sơn và Anh Việt Thu gặp gỡ để đặt hàng sáng tác ca khúc mới. Mỗi người nhận lời sáng tác hai ca khúc, và một trong hai ca khúc của nhạc sĩ Anh Việt Thu chính là "Người ngoài phố".
Nhạc sĩ Anh Việt Thu đã nhớ lại mối tình đầu của mình khoảng 10 năm trước để sáng tác ca khúc này. Chuyện là, từ năm 1960, ông đã có thời gian ngắn dạy học ở vùng Lái Thiêu, Bình Dương, khi còn là sinh viên trường Quốc Gia Âm Nhạc. Trong thời gian dạy học ở Lái Thiêu, chàng sinh viên âm nhạc tài năng Huỳnh Hữu Kim Sang (tên thật của nhạc sĩ Anh Việt Thu) đã có một chuyện tình đẹp nhưng dang dở. Chuyện tình này đã trở thành "tình duyên đã lỡ rồi" khi ông còn trẻ và chưa có sự nghiệp ổn định, và chính thức kết thúc khi Kim Sang không còn dạy học ở đây nữa. Mười năm sau, những cảm xúc từ mối tình đầu tràn về và ông đã sáng tác nên ca khúc "Người ngoài phố".

## Nội dung
Bài hát được viết theo nhịp 4/4, điệu Bolero.
Người đi đi ngoài phố

Chiều nắng tắt bên song

Người đi đi ngoài phố

Bóng dáng xưa êm đềm

Thành ghế đá chiều công viên

Ngày xửa ngày xưa

Ngày xưa đã hết rồi

Người đi đi ngoài phố

Chừng bỡ ngỡ bơ vơ

Người đi đi ngoài phố

Mấy dấu chân lạc loài

Hình bóng cũ

Người xa xưa

Còn đâu còn đâu

Tình duyên đã lỡ làng 

Thôi chia tay nhau từ đây nghe nước mắt vây quanh

Biết lỡ yêu đương sẽ đau thương suốt cả một đời

Nhưng mấy khi tình đầu kết thành duyên mong ước

Mấy khi tình đầu kết tròn mộng đâu em

Xin từ giã

Đường phố trắng mưa mau

Làm chim bay mỏi cánh

Nước mắt đêm tạ từ

Thành phố cũ

Người yêu xưa

Còn đâu còn đâu

Giờ đây xin giã từ

## Ca sĩ trình bày
Người hát ca khúc này đầu tiên là ca sĩ Phương Đại và ban nhạc Nghiêm Phú Phi, sau đó đến Thanh Tuyền và Hương Lan hát trong băng cối.
Sau năm 1975, hầu như các ca sĩ hải ngoại và trong nước đều biết đến và hát bài này. Tại hải ngoại, các ca sĩ Tuấn Vũ, Mỹ Huyền, Randy￼ đã trình diễn ở hải ngoại. Trong nước, có ca sĩ Lệ Quyên trình diễn lại bài hát này.
Nhiều ca sĩ trẻ cũng đã trình diễn và quay MV cho bài hát trên.

## Ảnh hưởng
Tên bài hát đã được đặt tên cho một số CD ở hải ngoại, như TNCD324: Người Ngoài Phố, TACD 858 : Người ngoài phố,...